# 費呂沃邊境國家公園

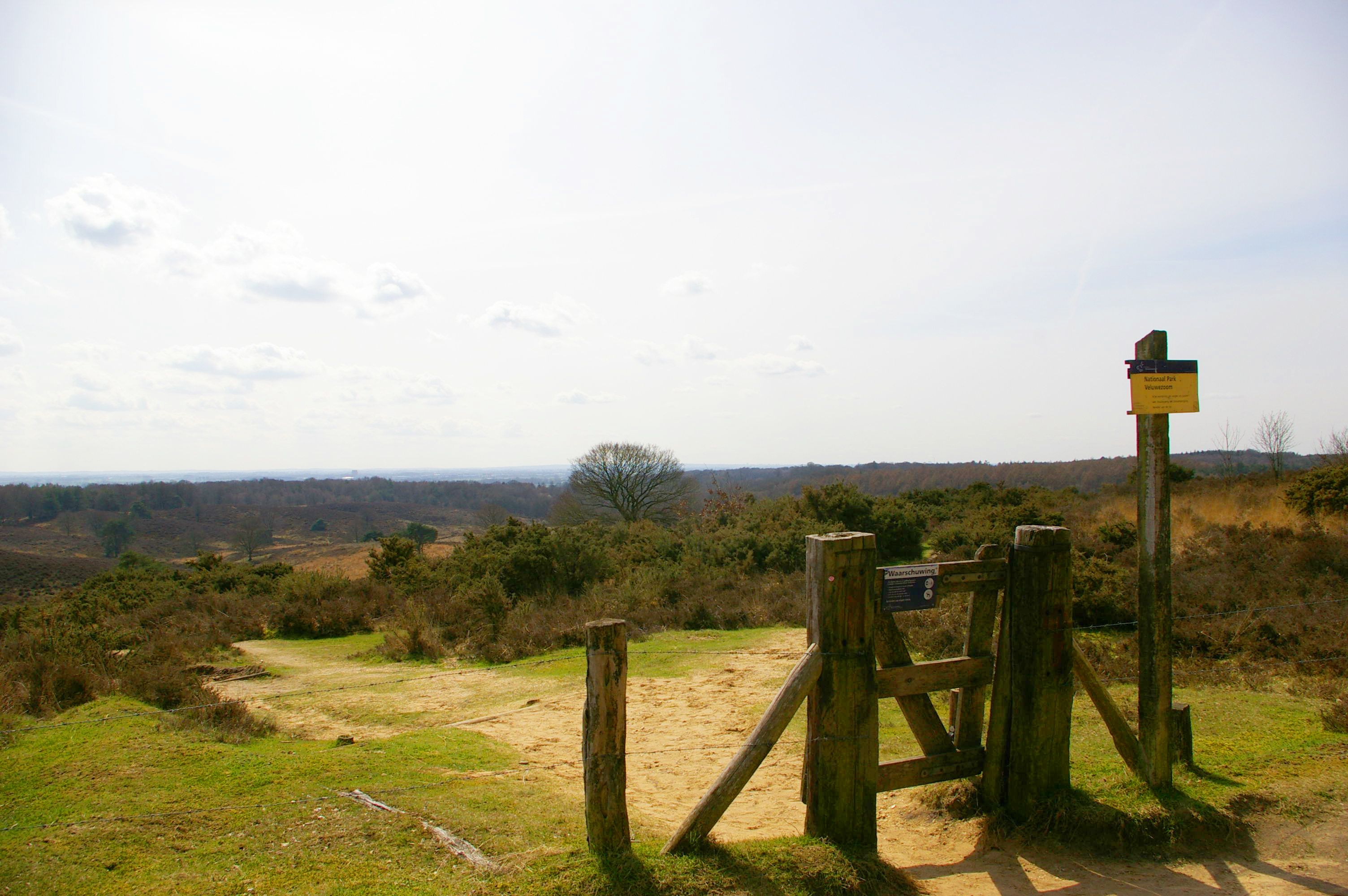

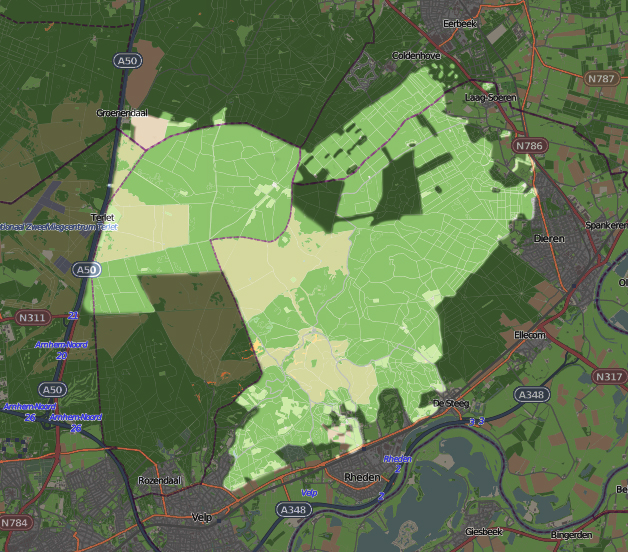

52°2′N 5°57′E / 52.033°N 5.950°E
費呂沃邊境國家公園（荷蘭語：Nationaal Park Veluwezoom）是荷蘭的國家公園，位於該國中部海爾德蘭省费吕沃地区，成立於1930年，面積50平方公里，園內有森林和石楠荒原等地貌。